# Premi e riconoscimenti di Steven Spielberg
Steven Spielberg è un regista, sceneggiatore, produttore cinematografico e televisivo statunitense.
Di seguito la lista di premi e riconoscimenti ricevuti da Steven Spielberg.

## Riconoscimenti

### Premio Oscar
- 1978 - Candidatura al miglior regista per Incontri ravvicinati del terzo tipo
- 1982 - Candidatura al miglior regista per I predatori dell'arca perduta
- 1983 - Candidatura al miglior film per E.T. l'extra-terrestre
- 1983 - Candidatura al miglior regista per E.T. l'extra-terrestre
- 1986 - Candidatura al miglior film per Il colore viola
- 1987 - Premio alla memoria Irving G. Thalberg
- 1994 - Miglior regista per Schindler's List - La lista di Schindler
- 1994 - Miglior film per Schindler's List - La lista di Schindler
- 1999 - Miglior regista per Salvate il soldato Ryan
- 1999 - Candidatura al miglior film per Salvate il soldato Ryan
- 2006 - Candidatura al miglior regista per Munich
- 2006 - Candidatura al miglior film per Munich
- 2007 - Candidatura al miglior film per Lettere da Iwo Jima
- 2012 - Candidatura al miglior film per War Horse
- 2013 - Candidatura al miglior film per Lincoln
- 2013 - Candidatura al miglior regista per Lincoln
- 2016 - Candidatura al miglior film per Il ponte delle spie
- 2018 - Candidatura al miglior film per The Post
- 2022 - Candidatura al miglior film per West Side Story[2]
- 2022 - Candidatura al miglior regista per West Side Story
- 2023 - Candidatura al miglior film per The Fabelmans
- 2023 - Candidatura al miglior regista per The Fabelmans
- 2023 - Candidatura alla miglior sceneggiatura originale per The Fabelmans
- 2024 - Candidatura al miglior film per Maestro

### Golden Globe
- 1976 - Candidatura al miglior regista per Lo squalo
- 1976 - Candidatura al miglior film drammatico per Lo squalo
- 1978 - Candidatura al miglior regista per Incontri ravvicinati del terzo tipo
- 1978 - Candidatura alla miglior sceneggiatura per Incontri ravvicinati del terzo tipo
- 1978 - Candidatura al miglior film drammatico per Incontri ravvicinati del terzo tipo
- 1982 - Candidatura al miglior regista per I predatori dell'arca perduta
- 1983 - Miglior film drammatico per E.T. l'extra-terrestre
- 1983 - Candidatura al miglior regista per E.T. l'extra-terrestre
- 1986 - Candidatura al miglior regista per Il colore viola
- 1986 - Candidatura al miglior film drammatico per Il colore viola
- 1994 - Miglior film drammatico per Schindler's List - La lista di Schindler
- 1994 - Miglior regista per Schindler's List - La lista di Schindler
- 1998 - Candidatura al miglior regista per Amistad
- 1998 - Candidatura al miglior film drammatico per Amistad
- 1999 - Miglior film drammatico per Salvate il soldato Ryan
- 1999 - Miglior regista per Salvate il soldato Ryan
- 2002 - Candidatura al miglior regista per A.I. - Intelligenza artificiale
- 2006 - Candidatura al miglior regista per Munich
- 2009 - Golden Globe alla carriera[3]
- 2012 - Miglior film d'animazione per Le avventure di Tintin
- 2013 - Candidatura al miglior regista per Lincoln
- 2013 - Candidatura al miglior film drammatico per Lincoln
- 2018 - Candidatura al miglior regista per The Post
- 2018 - Candidatura al miglior film drammatico per The Post
- 2022 - Miglior film commedia o musicale per West Side Story
- 2022 - Candidatura al miglior regista per West Side Story
- 2023 - Miglior film drammatico per The Fabelmans
- 2023 - Miglior regista per The Fabelmans
- 2023 - Candidatura alla miglior sceneggiatura per The Fabelmans

### British Academy Film Awards
- 1976 - Candidatura al miglior regista per Lo squalo
- 1979 - Candidatura al miglior regista per Incontri ravvicinati del terzo tipo
- 1979 - Candidatura alla miglior sceneggiatura per Incontri ravvicinati del terzo tipo
- 1983 - Candidatura al miglior regista per E.T. l'extra-terrestre
- 1983 - Candidatura al miglior film per E.T. l'extra-terrestre
- 1986 - Academy Fellowship
- 1994 - Miglior film per Schindler's List - La lista di Schindler
- 1994 - Miglior regista per Schindler's List - La lista di Schindler
- 1999 - Candidatura al miglior film per Salvate il soldato Ryan
- 1999 - Candidatura al miglior regista per Salvate il soldato Ryan
- 2008 - Miglior gioco casual per Boom Blox
- 2012 - Candidatura al miglior film d'animazione per Le avventure di Tintin
- 2013 - Candidatura al miglior film per Lincoln
- 2016 - Candidatura al miglior film per Il ponte delle spie
- 2016 - Candidatura al miglior regista per Il ponte delle spie
- 2023 - Candidatura alla miglior sceneggiatura per The Fabelmans

### American Movie Awards
- 1982  - Miglior regista per I predatori dell'arca perduta

### Art Directors Guild
- 2006 - Contribution to Cinematic Imagery Award

### American Film Institute
- 1995 - Life Achievement award
- 2005 - Film dell'anno per Munich
- 2006 - Film dell'anno per Letters from Iwo Jima
- 2011 - Film dell'anno per War Horse
- 2012 - Film dell'anno per Lincoln
- 2015 - Film dell'anno per Il ponte delle spie
- 2017 - Film dell'anno per The Post
- 2021 - Film dell'anno per West Side Story

### Blue Ribbon Award
- 1983 - Miglior film straniero per E.T. l'extra-terrestre
- 1987 - Miglior film straniero per Il colore viola

### Boston Society of Film Critics
- 1981 - Miglior regista per I predatori dell'arca perduta[4]
- 1982 - Miglior regista per E.T. l'extra-terrestre[4]
- 1993 - Miglior regista per Schindler's List - La lista di Schindler[4]
- 2005 - Candidatura al miglior regista per Munich

### Premio César
- 1982 - Candidatura al miglior film straniero per I predatori dell'arca perduta
- 1983 - Candidatura al miglior regista per E.T. l'extra-terrestre
- 1995 - César Onorario
- 1995 - Candidatura al miglior film straniero per Schindler's List - La lista di Schindler
- 1999 - Candidatura al miglior film straniero per Salvate il soldato Ryan
- 2003 - Candidatura al miglior film straniero per Minority Report

### Chicago Film Critics Association
- 1993 - Miglior regista per Schindler's List - La lista di Schindler
- 1998 - Candidatura al miglior regista per Salvate il soldato Ryan
- 2005 - Candidatura al miglior regista per Munich
- 2012 - Candidatura al miglior regista per Lincoln[5]
- 2021 - Candidatura al miglior regista per West Side Story[6][7]
- 2023 - Candidatura alla miglior sceneggiatura per The Fabelmans

### Chicago International Film Festival
- 2006 - Lifetime Achievement Award

### Christopher Award
- 1987 - Miglior film per L'impero del sole
- 2002 - Miglior film per Band of Brothers - Fratelli al fronte
- 2003 - Television & Cable per Broken Silence
- 2012 - Miglior film per War Horse
- 2013 - Miglior film per Lincoln

### Czech Lions
- 1994 - Miglior film straniero per Jurassic Park
- 1999 - Miglior film straniero per Salvate il soldato Ryan

### Critics' Choice Awards
- 1999 - Miglior regista per Salvate il soldato Ryan
- 2003 - Miglior regista per Prova a prendermi e Minority Report
- 2006 - Candidatura al miglior regia per Munich
- 2012 - Candidatura al miglior regista per War Horse
- 2013 - Candidatura al miglior regista per Lincoln
- 2016 - Candidatura al miglior regista per Il ponte delle spie[8]
- 2018 - Candidatura al miglior regista per The Post[9]
- 2022 - Candidatura al miglior regista per West Side Story
- 2023 - Candidatura al miglior regista per The Fabelmans
- 2023 - Candidatura alla miglior sceneggiatura per The Fabelmans

### Dallas-Fort Worth Film Critics Association Awards
- 1994 - Miglior regista per Schindler's List - La lista di Schindler
- 1999 - Miglior regista per Salvate il soldato Ryan
- 2012 - Candidatura al miglior regista per Lincoln
- 2017 - Candidatura al miglior regista per The Post
- 2021 - Candidatura al miglior regista per West Side Story
- 2022 - Candidatura al miglior regista per The Fabelmans

### David di Donatello
- 1983 - Miglior regista straniero per E.T. l'extra-terrestre
- 1986 - Miglior produttore straniero per Ritorno al futuro
- 1998 - Candidatura al miglior film straniero per Amistad
- 2004 - David speciale
- 2016 - Miglior film straniero per Il ponte delle spie
- 2018 - Premio alla carriera
- 2023 -  Miglior film straniero per The Fabelmans

### Directors Guild of America Award
- 1976 - Candidatura al miglior regista per Lo squalo
- 1978 - Candidatura al miglior regista per Incontri ravvicinati del terzo tipo
- 1982 - Candidatura al miglior regista per I predatori dell'arca perduta
- 1983 - Candidatura al miglior regista per E.T. l'extra-terrestre
- 1986 - Miglior regista per Il colore viola
- 1988 - Candidatura al miglior regista per L'impero del sole
- 1994 - Miglior regista per Schindler's List - La lista di Schindler
- 1998 - Candidatura al miglior regista per Amistad
- 1999 - Miglior regista per Salvate il soldato Ryan
- 2000 - Premio alla carriera
- 2006 - Candidatura al miglior regista per Munich
- 2013 - Candidatura al miglior regista per Lincoln
- 2022 - Candidatura al miglior regista per West Side Story
- 2023 - Candidatura al miglior regista per The Fabelmans

### Premio Emmy
- 1986 - Candidatura al miglior regista in una serie drammatica per Storie incredibili
- 1991 - Candidatura a miglior programma animato per I favolosi Tiny
- 1991 - Miglior programma animato per bambini per I favolosi Tiny
- 1992 - Candidatura al miglior programma animato per bambini per I favolosi Tiny
- 1993 - Miglior programma animato per bambini per I favolosi Tiny
- 1994 - Candidatura al miglior programma animato per bambini per Animaniacs
- 1995 - Candidatura al miglior programma animato per bambini per Animaniacs
- 1995 - Candidatura al miglior programma animato per I favolosi Tiny
- 1996 - Miglior programma animato per bambini per Animaniacs
- 1996 - Miglior programma animato per A Pinky & the Brain Christmas Special
- 1997 - Miglior programma animato per bambini per Animaniacs
- 1997 - Outstanding Special Class Animated Program per Freakazoid
- 1997 - Candidatura al miglior programma animato per bambini per Pinky and the Brain
- 1998 - Candidatura al miglior programma animato per bambini per Pinky and the Brain
- 1998 - Candidatura al miglior programma animato per bambini per Animaniacs
- 1999 - Candidatura al miglior programma animato per bambini per Animaniacs
- 1999 - Outstanding Special Class Animated Program per Pinky and the Brain
- 1999 - Candidatura al miglior programma animato per bambini per Pinky, Elmyra & the Brain
- 2000 - Candidatura al miglior programma animato per bambini per Pinky, Elmyra & the Brain
- 2002 - Candidatura al miglior speciale per We Stand Alone Togethe
- 2002 - Miglior miniserie per Band of Brothers - Fratelli al fronte
- 2003 - Miglior miniserie per Taken
- 2006 - Candidatura alla miglior miniserie per Into the West
- 2006 - Founders Award
- 2010 - Miglior miniserie per The Pacific
- 2016 - Candidatura alla miglior film TV per All the Way
- 2021 - Candidatura alla miglior film TV per Oslo

### Empire Awards
- 1999 - Miglior regia per Salvate il soldato Ryan
- 2002 - Candidatura al miglior regia per A.I. - Intelligenza artificiale
- 2003 - Miglior regista per Minority Report
- 2006 - Candidatura al miglior regista per La guerra dei mondi
- 2012 - Candidatura al miglior regista per War Horse
- 2018 - Legend Award

### European Film Awards
- 2002 - Candidatura al Screen International Award per Minority Report

### Festival di Cannes
- 1974 - Miglior sceneggiatura per Sugarland Express
- 1974 - Candidatura alla Palma d'oro per Sugarland Express

### Fotogrammi d'argento
- 1983 - Miglior film straniero per E.T. l'extra-terrestre

### Giffoni Film Festival
- 1984 -  Nocciola d'Oro

### Hasty Pudding Theatricals
- 1983 - Miglior regista per E.T. l'extra-terrestre

### Hollywood Film Festival
- 2002 - Movie of the Year per Minority Report

### Kansas City Film Critics Circle Awards
- 1983 - Miglior regista per E.T. l'extra-terrestre
- 1986 - Miglior regista per Il colore viola
- 1988 - Miglior regista per L'impero del sole
- 1994 - Miglior regista per Schindler's List - La lista di Schindler
- 1999 - Miglior regista per Salvate il soldato Ryan
- 2006 - Miglior regista per Munich

### Las Vegas Film Critics Society
- 1998 - Miglior regista per Salvate il soldato Ryan

### London Critics Circle Film Awards
- 1995 - Regista dell'anno
- 1999 - Candidatura al regista dell'anno per Salvate il soldato Ryan

### Los Angeles Film Critics Association Awards
- 1982 - Miglior regista per E.T. l'extra-terrestre
- 1998 - Miglior regista per Salvate il soldato Ryan

### Motion Picture Sound Editors
- 2010 - Film maker's awards

### Mostra internazionale d'arte cinematografica
- 1993 - Leone d'oro alla carriera
- 2001 - Future Film Festival Digital Award per A.I. - Intelligenza artificiale

### Nastro d'argento
- 1995 - Candidatura al miglior regista
- 1999 - Miglior regista per Salvate il soldato Ryan

### National Board of Review
- 1987 - Miglior regista per L'impero del sole

### National Society of Film Critics Awards
- 1983 - Miglior regista per E.T. l'extra-terrestre
- 1994 - Miglior regista per Schindler's List - La lista di Schindler

### New York Film Critics Circle Awards
- 1982 - Candidatura al miglior regista per E.T. l'extra-terrestre

### Online Film Critics Society Awards
- 1999 - Miglior regista per Salvate il soldato Ryan
- 2002 - Candidatura alla miglior sceneggiatura per A.I. - Intelligenza artificiale
- 2006 - Candidatura al miglior regista per Munich

### PGA Awards
- 1999 - Milestone Award per Salvate il soldato Ryan
- 1999 - Motion Picture Producer of the Year Award per Salvate il soldato Ryan
- 2002 - Television Producer of the Year Award in Longform

### People's choice award
- 1994 - Miglior regista per Schindler's List - La lista di Schindler

### Producers Guild of America Awards
- 1994 - Darryl F. Zanuck Award al miglior film per Schindler's List - La lista di Schindler
- 1998 - Candidatura al Darryl F. Zanuck Award al miglior film per Amistad
- 1999 - Vision Award per Amistad
- 1999 - Darryl F. Zanuck Award al miglior film per Salvate il soldato Ryan
- 2001 - Premio alla carriera
- 2002 - Darryl F. Zanuck Award al miglior contenuto TV per Band of Brothers - Fratelli al fronte
- 2006 - Candidatura al Darryl F. Zanuck Award al miglior contenuto TV per Into the West
- 2010 - Darryl F. Zanuck Award al miglior contenuto TV per The Pacific
- 2012 - Miglior film d'animazione per Le avventure di Tintin
- 2012 - Candidatura al Darryl F. Zanuck Award al miglior film per War Horse
- 2013 - Candidatura al Darryl F. Zanuck Award al miglior film per Lincoln
- 2016 - Candidatura al Darryl F. Zanuck Award al miglior film per Il ponte delle spie
- 2018 - Candidatura al Darryl F. Zanuck Award al miglior film per The Post
- 2022 - Candidatura al Darryl F. Zanuck Award al miglior film per West Side Story

### Rembrandt Award
- 1998 - Miglior regista per Il mondo perduto

### Robert Festival
- 2012 - Candidatura al miglior film americano per Le avventure di Tintin

### Sant Jordi
- 1983 - Miglior regista per E.T. l'extra-terrestre

### Satellite Award
- 1994 - President's Award per Schindler's List - La lista di Schindler
- 1994 - Miglior regista per Schindler's List - La lista di Schindler
- 1998 - Candidatura al miglior regista per Amistad
- 1998 - Candidatura al miglior film per Amistad
- 1999 - Candidatura al miglior regista per Salvate il soldato Ryan
- 1999 - Candidatura al miglior film drammatico per Salvate il soldato Ryan
- 2002 - Miglior sceneggiatura per A.I. - Intelligenza artificiale
- 2002 - Miglior regia per A.I. - Intelligenza artificiale
- 2011 - Candidatura al miglior regista per War Horse
- 2013 - Candidatura al miglior regista per Lincoln
- 2013 - Candidatura al miglior film per Lincoln

### Saturn Award
- 1978 - Miglior regia per Incontri ravvicinati del terzo tipo
- 1978 - Miglior sceneggiatura per Incontri ravvicinati del terzo tipo
- 1982 - Miglior regia per I predatori dell'arca perduta
- 1985 - Candidatura al miglior regista per Indiana Jones e il tempio maledetto
- 1983 - Candidatura al miglior regista per E.T. l'extra-terrestre
- 1998 - Candidatura al miglior regista per Il mondo perduto - Jurassic Park
- 2003 - Miglior regia per Minority Report
- 2006 - Candidatura al miglior regista La guerra dei mondi
- 2009 - Candidatura al miglior regista per Indiana Jones e il regno del teschio di cristallo
- 2012 - Candidatura al miglior regista per Le avventure di Tintin

### Southeastern Film Critics Association Award
- 1999 - Miglior regista per Salvate il soldato Ryan

### ShoWest
- 1982 - Regista dell'anno

### Society of camera operators
- 1994 -  Governor's Award

### Toronto Film Critics Association Award
- 1998 - Miglior regista per Salvate il soldato Ryan

### Tokyo International Film Festival
- 2004 - Akira Kurosawa Award

### Visual Effects Society Awards
- 2008 - Premio alla carriera

### Washington D.C. Area Film Critics Association
- 2005 - Miglior regista per Munich

### Writers Guild of America
- 1975 - Candidatura al miglior sceneggiatura per Sugarland Express
- 1978 - Candidatura alla miglior sceneggiatura per Incontri ravvicinati del terzo tipo

### Young Artist Award
- 1994 - Jackie Coogan award

### Western Heritage Awards
- 2011 - Theatrical Motion Picture per Il Grinta